# Kazimierz Romaszkan
Kazimierz Romaszkan (ur. 11 grudnia 1909 w Tyszkowcach, zm. 1 grudnia 1973 w Zabrzu) – ksiądz katolicki, birytualista, proboszcz ormiańskokatolickiej parafii personalnej w Gliwicach

## Życiorys
Pochodził z rodziny ormiańskiej. Był siostrzeńcem Dionizego Kajetanowicza.
Studiował w Papieskim Kolegium Ormiańskim i na Uniwersytecie Gregoriańskim w Rzymie. W 1935 roku przyjął święcenia kapłańskie z rąk arcybiskupa Sarkisa Der-Abrahamiana w obrządku ormiańskim.
Od 1936 roku pracował jako wikariusz przy ormiańskiej parafii archikatedralnej we Lwowie. Od 1937 był księdzem w parafii ormiańskiej w Stanisławowie, następnie ponownie wikariuszem we Lwowie i katechetą w szkole benedyktynek ormiańskich.
Od 1939 roku był notariuszem w kurii arcybiskupiej. W czasie II wojny światowej zajmował się udzielaniem pomocy Żydom fałszując metryki chrzcielne. Pełnił również obowiązki administratora w parafii ormiańskiej w Brzeżanach. W 1944 roku został kanonikiem honorowym kapituły katedralnej we Lwowie.
W 1945 roku został aresztowany przez władze radzieckie pod zarzutem kolaboracji i współpracy z Legionem Armeńskim. Zesłany do Norylska przebywał w łagrze. W 1955 roku powrócił na Ukrainę do pracy duszpasterskiej i przebywał w Kutach. W 1956 roku przyjechał do Polski i został księdzem obrządku łacińskiego. Od 1957 roku administrował parafiami rzymskokatolickimi w Marcinkowicach i Kotowicach.
W 1966 roku podjął się opieki nad diasporą ormiańską na Śląsku i został rektorem kościoła Trójcy Świętej w Gliwicach. W 1969 roku przeniósł się na stałe na Górny Śląsk. W 1971 roku został mianowany proboszczem ormiańskokatolickiej parafii personalnej w Gliwicach.
Pochowany został w Gliwicach na cmentarzu w Wójtowej Wsi. W 1994 roku został pośmiertnie zrehabilitowany przez władze Ukrainy.